# 陸軍少年飛行兵
陸軍少年飛行兵（りくぐんしょうねんひこうへい、英語: Army Air Force Little Boy Soldiers）とは、日本陸軍の航空兵科現役下士官となるため、10代の男子志願者から選抜されて陸軍の航空関係諸学校で教育を受ける者。1933年（昭和8年）4月に制度の原点となる陸軍飛行学校生徒が定められ、1940年（昭和15年）4月より正式に「少年飛行兵」の名称となり太平洋戦争（大東亜戦争）終結まで存在した。少飛（しょうひ）の略称で呼ばれるケースもある。

## 概要

### 制度設立まで
陸軍で飛行機操縦や技術（整備）に従事する現役下士官となるには、兵として入営した者がまず部隊で一般の教育をされ、志願により下士官候補者に選抜されるか、または下士官に任官した後に航空関係の軍学校で専門の教育を受けていた。しかし航空兵科はきわめて高い技能が要求され、とくに操縦者には養成に長い年月が必要となるため、若年から教育をする必要性が1921年（大正10年）に意見として提出されている。海軍では1929年（昭和4年）12月、のちの海軍飛行予科練習生となる制度が定められ翌年より採用が始まったが、陸軍ではそれより遅れ、1932年（昭和7年）に所沢陸軍飛行学校内に少年航空兵制度研究委員会が設置された。
海軍の飛行予科練習生教育の目的が、「将来の特務士官」であった事と比べると、陸軍少年飛行兵教育の目的は、あくまでも「下士官」の養成に留まっていた事が大きな違いである。そのために予科練に比較すると、少年飛行兵の教育カリキュラムには、一般教養や語学などの講義時間は大幅に少なかったり、割愛されていた。

### 陸軍飛行学校生徒
1933年（昭和8年）4月26日、「陸軍飛行学校ニ於ケル生徒教育ニ関スル件」（勅令第68号）が公布され、同年8月1日に施行された。この勅令にもとづき「航空兵科現役下士官ト為スベキ生徒」として一般および陸軍部内から召募し、試験による選抜のうえ陸軍飛行学校に操縦生徒および技術生徒として入校させたものが陸軍少年飛行兵制度の原点である。受験資格は入校年の3月31日における年齢が操縦生徒は満17歳以上19歳未満、技術生徒は満15歳以上18歳未満（陸軍部内より受験の場合は操縦・技術ともに上限20歳未満）、学歴に制限はなく学力が操縦・技術生徒とも高等小学校卒業程度とされ、毎年1回入校し修学期間は操縦生徒がおよそ2年、技術生徒がおよそ3年と定められた。生徒は在校中は兵籍にある軍人ではなく、卒業後に上等兵の階級を与えられて部隊に配属され、およそ1年の訓練と下士官候補者勤務を経て現役航空兵伍長に任官する。
1934年（昭和9年）2月1日、操縦生徒70名、技術生徒100名が埼玉県入間郡の所沢陸軍飛行学校に入校した。当時はまだ正式な名称がなく単に陸軍飛行学校生徒であり、場合により「少年航空兵」と通称されることがあったが、のちに少年飛行兵の名称が正式化した際、この時の170名を第1期と位置づけている。召募時の学力要求は特に高いものではなかったが、応募者は操縦生徒が3,336名（定員の約48倍）、技術生徒が6398名（同約64倍）という難関で、優秀な人材を集めることができた。
1935年（昭和10年）8月、陸軍航空技術学校が所沢陸軍飛行場内に設置され、技術生徒は同校でおよそ3年の教育を受けることになった。操縦生徒は同年12月に埼玉県大里郡に開設した熊谷陸軍飛行学校へ第2期生より移駐し、約2年の基本操縦教育を受けた。　

### 基礎教育と専門教育
1937年（昭和12年）12月、東京陸軍航空学校が開設された。これによって翌1938年（昭和13年）より、それまで操縦と技術の生徒を別々に採用し教育していたものをあらため、採用時には操縦・技術の別なく東京陸軍航空学校に毎年2回入校させ、約1年の基礎教育の後に生徒を操縦と技術、さらに通信の3つの分科に指定し、分科ごとにそれぞれ熊谷陸軍飛行学校、新設の陸軍航空整備学校、同じく水戸陸軍飛行学校へ入校させ、さらに約2年間の専門技術教育を行うようになった。東京陸軍航空学校は初め熊谷陸軍飛行学校内に設置されたのち、1938年8月に東京府北多摩郡に移転し教育を行った。同校の受験資格は入校年の3月31日における年齢が満15歳以上17歳未満、学力が尋常小学校卒業程度となった。

### 「少年飛行兵」制定

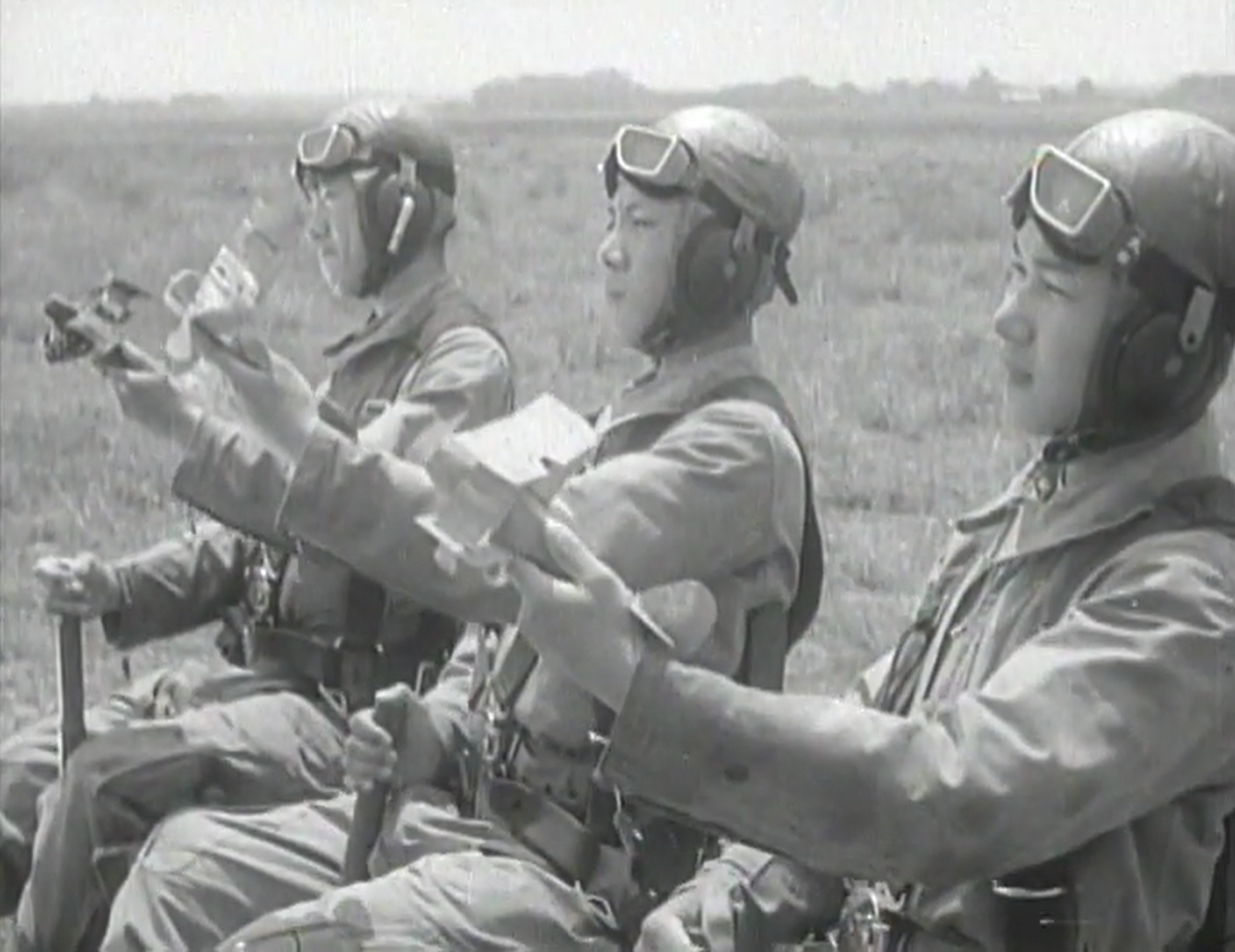
訓練中の少年飛行兵

1940年（昭和15年）4月、陸軍志願兵令（勅令第291号）陸軍補充令改正（勅令第293号）などにより少年飛行兵の制度が定められた。従来までの「航空兵科現役下士官ト為スベキ生徒」は「少年飛行兵ト為スベキ生徒」となり、生徒は東京陸軍航空学校を卒業して各飛行学校で約1年間の専門教育課程を修了すると少年飛行兵を命じられ上等兵の階級が与えられる。これは実技教育中における事故死の場合に軍学校生徒と現役軍人では一時賜金に違いがあることを考慮したものである。飛行機操縦はもちろん技術・通信においても実技教育では機上整備・機上通信などでの事故がありうるため、教育区分に関係なく少年飛行兵に任じられた。少年飛行兵はさらに約1年の専門教育を経て階級を兵長に進め、下士官候補者として部隊に配属され約6か月の訓練を受けた後に現役の伍長に任官する。
同年10月、宇都宮・大刀洗の各陸軍飛行学校が開設され、熊谷と合わせた3校で操縦分科少年飛行兵は約1年間の基本操縦教育を行った。同年8月に茨城県那珂郡に開設され10月に東茨城郡に移設した陸軍航空通信学校では通信分科と戦技分科の少年飛行兵が、陸軍航空整備学校では技術分科少年飛行兵がそれぞれ約2年間の専門教育を行うこととなった。それまでの採用者数は各期とも百数十名から数百名程度であったものが、これ以後は1期あたり千数百名から数千名と大幅に増大し、太平洋戦争では人員規模において少年飛行兵出身者が陸軍航空の中核となっていった。

### 太平洋戦争後期
1943年（昭和18年）4月、東京陸軍航空学校は東京と大津の各陸軍少年飛行兵学校へ改編され、少年飛行兵となる生徒を毎年2回入校させ約1年間の基礎教育を行い、その後に宇都宮・熊谷の各陸軍飛行学校（操縦）、所沢・岐阜の各陸軍航空整備学校（技術）、陸軍航空通信学校（通信）で分科に応じた専門技術教育を行うよう定められた。同年、受験資格の年齢の上限を20歳未満に繰り上げ、基礎教育を行う少年飛行兵学校へ入校することなく直接専門教育を行う学校へ入校する短期教育の乙種制度が第14期より採用され、従来の教育は甲種制度とされた。これは太平洋戦争の戦況が逼迫したために、召募試験の成績優秀者などを乙種として速成教育する試行的な制度であった。まもなく乙種制度は陸軍特別幹部候補生制度に移行し、少年飛行兵は1944年（昭和19年）採用の第18期より甲乙の種別がない従来の採用方式にもどった。
1945年（昭和20年）8月、第20期として採用された2,000名が同月上旬に基礎教育の各学校へ入校後まもなく、ポツダム宣言の受諾による日本の敗戦と陸軍の解体によって陸軍少年飛行兵制度は廃止された。1934年2月の所沢陸軍飛行学校生徒入校からの11年半で、計4万5,265名への教育が行われた。

## 年譜
- 1933年（昭和8年）4月、「航空兵科現役下士官ト為スベキ生徒」の制度公布。
- 1934年（昭和9年）2月、所沢陸軍飛行学校に最初の操縦生徒および技術生徒が入校。
- 1935年（昭和10年）10月、熊谷陸軍飛行学校設立。操縦生徒（第2期）が移駐。
- 1937年（昭和12年）12月、東京陸軍航空学校設立。翌年より生徒入校。
- 1938年（昭和13年）4月、操縦生徒・技術生徒に加え、通信生徒を採用。
- 1940年（昭和15年）4月、少年飛行兵として制定される。
- 1943年（昭和18年）4月、第14期より乙種制度の採用。従来の制度は甲種制度となる。
- 1944年（昭和19年）10月、第18期より甲乙種制廃止。
- 1945年（昭和20年）8月、終戦により制度廃止。

## 主な出身者
1期
1934年（昭和9年）2月1日入学、1935年（昭和10年）11月27日実施学校卒業。操縦生徒69名、技術生徒100名
- 樫出勇、上坊良太郎、青柳豊、垂井光義、金丸貞三、吉山文治（フランス語版）、片岡喜作（45年4月22日特攻死）

2期
1935年（昭和10年）2月1日入学、操：1936年（昭和11年）11月30日飛校卒業、1937年（昭和12年）2月27日実施学校卒業、技：8月26日航技校卒業
- 青木根晳（李根晳）、斉藤正午、上登能弘、吉谷正之（45年6月25日特攻死）

3期
1936年（昭和11年）2月1日入学、1937年（昭和12年）11月27日飛校卒業、1938年（昭和13年）2月末実施学校卒業、技：6月28日航技校卒業
- 市川忠一、木村豊、黒木為義、荒木儀三郎

4期
1937年（昭和12年）2月1日入学、1938年（昭和13年）7月30日飛校卒業、同年10月30日実施学校卒業
- 高垣春雄、吉良勝秋、金井守告

5期
1938年（昭和13年）2月1日入学、操：1939年（昭和14年）7月29日飛校卒業、内地勤務者は11月、大陸勤務者はノモンハン事件の影響により翌1月訓練終了。技：6月30日移籍、1940年6月12日卒業
- 佐伯敦義

6期
1939年（昭和14年）4月入学、1941年（昭和16年）3月卒業
- 穴吹智、佐々木勇、下川幸雄、中野松美、大竹久四郎

7期
1941年（昭和16年）8月太刀洗飛校卒業
- 内村等、正野正

8期
1942年（昭和17年）1月太刀洗飛校卒業
- 野辺重夫

9期
1942年（昭和17年）6月太刀洗、熊谷、宇都宮各飛校卒業
- 根岸延次

10期
1940年（昭和15年）3月入学、1941年（昭和16年）3月29日東航校卒業
- 三浦泉、鈴木利雄（朴熙東）[45]、池沢十四三

11期
1940年（昭和15年）10月東航校入学、1943年（昭和18年）3月太刀洗、熊谷、宇都宮各飛校卒業
- 小西正太郎（許崙墩（中国語版））、泉川正宏（劉志宏、44年12月14日特攻死[47]）

12期
1941年（昭和16年）4月東航校入学、1943年（昭和18年）9月太刀洗、熊谷、宇都宮各飛校卒業
- 中嶋富蔵、林長守（44年12月7日特攻死[49]）

13期
1941年（昭和16年）10月東航校入学、1944年（昭和19年）3月太刀洗、熊谷、宇都宮各飛校卒業
- 海法秀一

14期
1942年（昭和17年）4月東航校入学、1944年（昭和19年）7月太刀洗、熊谷、宇都宮各飛校卒業
- 崔鍾奉（韓国空軍少領、51年4月戦死）、李相垂（50年10月戦死）、金光永（45年5月28日戦死）、平岡賢哉（李賢載、45年5月27日特攻死[51]）、李英一（朝鮮人民軍飛行師団襲撃機連隊第1大隊長）、張然鎮（同襲撃機連隊第3大隊長）

15期
1943年（昭和18年）10月1日入学、1944年（昭和19年）7月28日卒業（操・乙・通）、27日卒業（技術）
- 荒木幸雄（45年5月28日特攻死）、千田孝正、早川勉、高橋峯好、高橋要、知崎利夫、久永正人、周山永福（周永福、韓国空軍大将）、金成龍、張東出（50年9月事故死）、金斗萬（朝鮮語版）、玉満鎬、尹應烈、田鳳熙（韓国空軍准将）、千田富稔（千奉植）[53]、李世映（朝鮮人民軍中尉、韓国空軍少領、51年4月戦死）、ソ・ジュピル（朝鮮人民軍飛行師団追撃機連隊長）、玄龍瑞（同追撃機連隊第1大隊長）、朴敬玉（同追撃機連隊第2大隊長）、崔賢玉（同襲撃機連隊長）、李興富（同教導連隊第1大隊長）

17期
- 佐久良武（頼泰安、中華民国空軍上校）

卒業期不明：山田修、丁永鎮